# NGC 7714
NGC 7714 é uma galáxia espiral barrada (SBb/P) localizada na direcção da constelação de Pisces. Possui uma declinação de +02° 09' 17" e uma ascensão recta de 23 horas, 36 minutos e 14,1 segundos.
A galáxia NGC 7714 foi descoberta em 18 de Setembro de 1830 por John Herschel.